# Schicksalsdrama
Das Schicksalsdrama oder die Schicksalstragödie ist ein Dramentyp, der sich zu Beginn des 19. Jahrhunderts in der Nachfolge der altmodisch gewordenen aristokratischen Tragödie entwickelte.
Seit der Zeit der Romantik erfreute sich das Schicksalsdrama besonderer Beliebtheit: Hier steht dem Helden das Schicksal nicht als göttlicher Wille, sondern vielmehr als schauriges oder gruseliges Geschehen gegenüber, das die Zuschauer wohl eher unterhalten als tragisch erschüttern sollte. Beispiele für romantische Schicksalsdramen sind etwa Zacharias Werners Der vierundzwanzigste Februar, Adolph Müllners Die Schuld oder Franz Grillparzers Die Ahnfrau. Nach Walter Benjamin ist das Schicksalsdrama die „sogenannte Tragödie“ der literarischen Romantik. Anders als in der barocken Tragödie ist die Souveränität des Fürsten keine Ordnungsmacht mehr (wie in Der vierundzwanzigste Februar, wo auf die Französische Revolution Bezug genommen wird).
Das Schicksalsdrama ist eine deutschsprachige Variante des Pariser und Londoner Melodrams, das in der Zeit der Französischen Revolution die ältere Tragödie mit adligen Figuren und politischer Symbolik ablöste und die populären Bühnen im ersten Drittel des 19. Jahrhunderts beherrschte. Im Unterschied zu den Tragödien der Antike und der französischen Klassik ist das Schicksal des Melodrams nicht mehr von unergründlichen Mächten vorgegeben, sondern untersteht dem (beherrschbaren) Naturgesetz.